# جوزيف عبود
جوزيف عبود (بالإنجليزية: Joseph Abboud)‏ هو مصمم أزياء أمريكي، ولد في 5 مايو 1950 في بوسطن في الولايات المتحدة.
ولد عبود في بوسطن، ماساتشوستس.  كانت عائلة عبود عائلة مارونية كاثوليكية لبنانية من الطبقة العاملة بدأت في الطرف الجنوبي من بوسطن، وانتقلت بعد ذلك إلى روزليندال. كان والد عبود، جوزيف، يعمل في مصنع للحلوى، وكانت والدته، ليلى خياطة. كان لديه أخت واحدة، نانسي الرماد. في رحلة إلى أستراليا، اكتشف عبود أن جده كان يملك أكبر شركة للملابس في أستراليا.
تخرج عبود من جامعة ماساتشوستس في بوسطن في عام 1972، ثم درس في جامعة السوربون في باريس، حيث أحب البولندية المتطورة ذات النمط الأوروبي.

## حياته المهنية
أثناء وجوده في المدرسة الثانوية، عمل أولاً مع توم ماكان في صباغة أحذية النساء ومن ثم متجر أندرسون ليتل للرجال، حيث باع الدعاوى. كطالب جامعي، كان يعمل بدوام جزئي في لويس بوسطن. صرح عبود قائلاً: «كانت لويس بوسطن جزءًا كبيرًا من مسيرتي. لقد هبطت حقًا في عالم من الأناقة الفخمة والملابس الجميلة وعالم الموضة العالمية. لو لم يحدث هذا مطلقًا، لما حدث ما وصلت إليه». أصبح عبود مشتري في لويس بوسطن في سن 23 عامًا.  على مدار اثني عشر عامًا، شغل منصب المشتري والتاجر ومنسق الترويج والإعلان في نهاية المطاف.
انضم عبود إلى رالف لورين عام 1981، وأصبح في النهاية مديرًا مشاركًا لتصميم الملابس الرجالية. أطلق علامته التجارية في ربيع عام 1987. ] في عام 1988، تم إنشاء "JA Apparel"  كمشروع مشترك بين عبود وGFT (Gruppo Finanziario TESSILE) بالولايات المتحدة الأمريكية. 
في عام 1991، عمل عبود مع مخرج الأزياء بيتر سبيليوبولوس. كان عبود أول مصمم يفوز بجائزة "CFDA" كأفضل مصمم للملابس الرجالية لمدة عامين على التوالي. العديد من أصدقاء عبود المشهورون هم أيضًا من زبائنه، بما في ذلك عازف البوق الأمريكي والملحن وينتون مارساليس، ومؤلف ومذيع الأخبار التلفزيونية السابق توم بروكاو. 
باع عبود علاماته التجارية واسمه لـ "JA Apparel" مقابل 65 مليون دولار في عام 2000. تم الاستحواذ على الشركة من قبل شركة جي دبليو للأسهم الخاصة. شيلدز أسوشيتس مقابل 73 مليون دولار في عام 2004، وغادر عبود "JA Apparel" في عام 2005.
أطلق عبود خطًا جديدًا يسمى "Jaz" في عام 2007.  كما أنشأ خط "Black Brown 1826" لمتجر" Lord & Taylor" متعدد الأقسام في عام 2008. شهد عام 2008 أيضًا افتتاح أول متاجر عبود في الصين.